# Krecik
Krecik (cz. Krtek) – czechosłowacki, następnie czeski cykl filmów animowanych dla dzieci. Stworzył go Zdeněk Miler.

## Historia
Postać Krecika powstała w 1957 r. Uznany już wówczas twórca, reżyser filmu animowanego, animator Zdeněk Miler otrzymał zlecenie na film edukacyjny, który przedstawiałby produkcję tkaniny. Gotowy film, przedstawiający proces powstawania płóciennej koszuli, nasycony był licznymi opisami działania maszyn. Koncepcja filmu nie spodobała się Milerowi. Chciał bowiem, by film zainteresował małych widzów i aby informacje nie były podawane wprost – proces produkcji tkaniny miał stanowić tylko tło dla przygód jakiegoś zwierzątka. Zdeněk Miler nie chciał naśladować produkcji Disneya, nie chciał więc główną postacią filmu uczynić psa, kota, kaczki czy myszy – zwierzęta te bowiem już w latach 50. były szeroko eksploatowane przez amerykańskie wytwórnie. Istnieje związana z tym anegdota mówiąca, iż w poszukiwaniu do swego filmu postaci całkiem nowej Miler udał się do lasu. Po paru godzinach bezowocnych poszukiwań, zniechęcony, poszedł w kierunku polany. Podążając przed siebie w zamyśleniu, potknął się o kopiec kreta.
Początkowo wydawało się Milerowi, że kret jest stworzeniem zbyt mało medialnym; ponadto wizerunki kreta, które zobaczył w atlasie przyrodniczym, nie spodobały mu się. Postanowił przestylizować postać według własnego pomysłu – i tak narodził się Krecik.
„To taka dziwaczna mysz bez uszu, z długim nosem i do tego nie widzi. Próbowałem narysować ją tak, by stał się z niej sympatyczny przewodnik w filmie dla dzieci. Rysowałem tak długo, aż postać zaczęła mi się całkiem podobać” – wspominał narodziny jednego z najpopularniejszych bohaterów dziecięcego filmu animowanego jego twórca.
Pierwszy film opowiadający o tym, jak Krecik dostał nowe spodenki, powstał w roku 1957. Autor początkowo nie zamierzał tworzyć serialu. Duży sukces filmu o Kreciku sprawił, że Miler postanowił wrócić do swego bohatera. W roku 1963 powstał kolejny film o Kreciku: Krecik i autko; był to początek serii, której kolejne odcinki powstawały do 2002 roku.
Krecik zdobył popularność wśród dzieci w ponad sześćdziesięciu krajach. Jest rozpoznawalny na całym świecie. Autor nieustannie pracował nad wyglądem postaci Krecika. Współczesny Krecik, w odróżnieniu od tego z pierwszego filmu, jest weselszy i wygląda młodziej. Krecik stał się też bohaterem książeczek dla dzieci i kolorowanek. Tworzono maskotki-Kreciki, jak również breloczki i inne gadżety z wizerunkiem sympatycznego zwierzątka. Tekst kilku książeczek – np. Krecik i spodenki czy Krecik i samochód – napisał czeski pisarz Eduard Petiška, wiele innych zaś napisała Hana Doskočilová.
19-centymetrowej wielkości maskotka Krecika poleciała w kosmos z załogą promu Endeavour w jego ostatnią misję STS-134.

## Wersja polska
Serial wydano w Polsce na VHS, VCD i DVD z dystrybutorem SDT Film.
Opracowanie: na zlecenie Onet VOD (odc. 1–31 – nowa wersja)
Lektorzy:
- Piotr Borowiec (odc. 2–31),
- Jerzy Rosołowski (odc. 1 – stara wersja)
- Andrzej Chudy (odc. 1 – nowa wersja)
- Mirosław Wieprzewski
- Joanna Jędryka
- Krzysztof Mielańczuk (odc. 32–51)

## Filmy z Krecikiem
| Nr | Rok produkcji | Polski tytuł                 | Czeski tytuł                  | Opis |
| -- | ------------- | ---------------------------- | ----------------------------- | --- |
| 1  | 1957          | Jak Kret dostał spodenki     | Jak krtek ke kalhotkám přišel | Pierwszy film o Kreciku. Krecik marzy o spodniach z dużymi kieszeniami, ale nie wie, skąd je wziąć. W spełnieniu jego marzenia pomagają mu zwierzęta. Krecik opiekował się lnem, żaba pomogła mu wymoczyć go, bocian zmiędlił, jeż wyczesał, pająki uprzędły, boróweczki kolor dały, mróweczki utkały, a rak skroił. Potem jeszcze ptaszek uszył Krecikowi spodenki. |
| 2  | 1963          | Krecik i samochód            | Krtek a autíčko               | Krecik marzy o samochodzie. Ale jak go znaleźć? Krecik spotyka łobuza, który zniszczył samochód. Z pozbieranych części autka Krecik w serwisie samochodowym składa własny wymarzony samochód. |
| 3  | 1965          | Krecik i rakieta             | Krtek a raketa                | Krecik leci rakietą i ląduje na wyspie. Rakieta rozpada się na części. Krecik wraz z krabem odnajdują zagubione części rakiety. Na koniec wraca rakietą do domu. |
| 4  | 1968          | Krecik i tranzystor          | Krtek a tranzistor            | Krecik znajduje radio tranzystorowe. Jego głośne dźwięki powodują, że wszystkie zwierzęta i ptaki uciekają z lasu. Na drugi dzień radio się psuje, a Krecik nie znajduje wokół żadnego ze swych przyjaciół i robi się smutny. Na szczęście przyjaciele wracają, a Krecik docenia dźwięki natury. |
| 5  | 1969          | Krecik i guma do żucia       | Krtek a žvýkačka              | Krecik znajduje w lesie nieznaną mu rzecz. Okazuje się, że to guma do żucia. Przykleja mu się ona do ręki, nie może jej odkleić. Przyjaciele próbują mu pomóc, niestety to nic nie pomaga. Sytuację ratuje pasąca się krowa. |
| 6  | 1969          | Krecik i zielona gwiazda     | Krtek a zelená hvězda         | Podczas wiosennych porządków Krecik znajduje zielony kawałek szkła. Myśląc, że to gwiazdka. Chce go umieścić na niebie. Sroka niby proponuje mu pomoc, lecz w rzeczywistości jednak kradnie szkiełko. Rankiem Krecik wypędza srokę z gniazda i odnajduje swój skarb. Gdy wiatr zdmuchnął jedną z gwiazd, Krecik umieszcza zieloną gwiazdę na niebie. |
| 7  | 1969          | Krecik w ZOO                 | Krtek v Zoo                   | Krecik znajduje się w zoo, gdzie poznaje dużo innych zwierząt. Na końcu poznaje lwa, którego boli ząb. Krecik wyrywa mu chory ząb. Lew jest szczęśliwy, a Krecik zaskarbia sobie podziw zwierząt. Lew z wdzięczności wozi go na swoim grzbiecie. |
| 8  | 1969          | Krecik ogrodnikiem           | Krtek zahradníkem             | Krecik odpoczywa w ogrodzie wśród kwiatów i zieleni. W pewnej chwili kwiaty więdną. Przyczyną tego jest uszkodzony wąż, który nawadniał ogród. Krecik wraz ze swoją przyjaciółką Myszką robią wykop. Wprowadzają doń wodę z pękniętego węża i nawadniają kwiaty. Ogród ożywa. |
| 9  | 1970          | Krecik i jeżyk               | Krtek a ježek                 | Krecik wraz z Myszką ratują Jeżyka, którego zabrano do szkoły, do sali biologicznej. Gdy razem z przyjacielem próbują wrócić do domu, atakuje ich kot. Na szczęście Jeżyk ukrył Krecika i Myszkę. |
| 10 | 1970          | Krecik i lizak               | Krtek a lízátko               | Krecik znajduje lizak i szuka dla niego zastosowań. Nadlatują osy i zjadają mu lizak. Na szczęście został dla Krecika jeszcze kawałek. |
| 11 | 1970          | Krecik i telewizor           | Krtek a televizor             | Krecik mieszka w ogrodzie starszego pana; ten nie znosi go, bo Krecik niszczy mu ogród. Wieczorem starszy pan ogląda w telewizji audycję o tym, jak wygonić krety z ogrodu. Nazajutrz idzie po truciznę dla Krecika. W tym czasie Krecik wraz z Myszką robią porządek w ogrodzie. Gdy starszy pan po powrocie zastaje uporządkowany ogród, zaprzyjaźnia się z Krecikiem. |
| 12 | 1971          | Krecik i parasol             | Krtek a paraplíčko            | Krecik znajduje parasol, dzięki któremu przeżywa przygody w powietrzu, na ziemi i w wodzie. |
| 13 | 1972          | Krecik malarzem              | Krtek malířem                 | Krecik znajduje farby. Znaczy nimi pyszczki swych przyjaciół, którzy właśnie z pomocą odstraszających barw chcą pozbyć się z lasu złego lisa. Nazajutrz lis, bardzo wystraszony, ucieka, gdzie pieprz rośnie. |
| 14 | 1974          | Krecik i muzyka              | Krtek a muzika                | Wiatr rozbija Krecikowi ulubioną płytę gramofonową do słuchania. Jego przyjaciele pomagają mu zrobić nową. |
| 15 | 1974          | Krecik i telefon             | Krtek a telefon               | Krecik znajduje telefon, z którym się zaprzyjaźnia. |
| 16 | 1974          | Krecik i zapałki             | Krtek a zápalky               | Krecik znajduje zapałki i robi z nich różne rzeczy m.in.: samochód, huśtawkę, stół. |
| 17 | 1974          | Krecik chemikiem             | Krtek chemikem                | W tym odcinku Krecik zostaje mistrzem eksperymentów chemicznych. |
| 18 | 1975          | Krecik i buldożer            | Krtek a buldozer              | Opowiada o tym, jak to ogród Krecika wypada niespodzianie na trasie budowy drogi. Na szczęście Krecik ratuje ogród przed buldożerem. |
| 19 | 1974          | Krecik i dywanik             | Krtek a koberec               | Opowiada o tym, jak Krecik znalazł czarodziejski, latający dywan. |
| 20 | 1975          | Krecik i jajko               | Krtek a vejce                 | W tym odcinku Krecik znajduje jajko, a potem szuka kury, która je zgubiła. |
| 21 | 1975          | Krecik fotografem            | Krtek fotografem              | Opowiada o tym, jak Krecika zafascynowało robienie zdjęć. Gdy Krecikowi psuje się aparat fotograficzny, zwierzak znajduje nieoczekiwane rozwiązanie problemu utrwalania obrazów. |
| 22 | 1974          | Krecik zegarmistrzem         | Krtek hodinářem               | Opowiada o tym, jak Krecik znalazł zegar z kukułką. Zegar się psuje, ale niezawodny Krecik go naprawia. |
| 23 | 1975          | Krecik na pustyni            | Krtek na poušti               | Opowiada o tym, jak Krecik poleciał na pustynię i znalazł studnię pełną piasku. Zwierzęta, które tam mieszkają, są bardzo spragnione. Na szczęście Krecik dociera do wody i odmienia życie afrykańskich zwierząt. |
| 24 | 1975          | Wigilia Krecika              | Krtek o vánocích              | Opowiada o tym, jak Krecik obchodzi Święta Bożego Narodzenia. Łakoma wrona niszczy mu przybraną łakociami choinkę. Krecik znajduje jednak rozwiązanie problemu, a wrona ponosi zasłużoną karę. |
| 25 | 1975          | Karnawał Krecika             | Krtek a karneval              | Opowiada o tym, jak Krecik znajduje maskę karnawałową i zaprzyjaźnia się z psem. |
| 26 | 1982          | Krecik w mieście             | Krtek ve městě                | Pierwszy długi odcinek, trwający pół godziny. Opowiada o tym, jak Krecik z przyjaciółmi: Zajączkiem i Jeżem, bawią się w lesie. Sielskie życie kończy się, gdy las zostaje wycięty, a na jego miejscu ludzie budują miasto. Mimo że władze starają się wynagrodzić ich utratę naturalnego środowiska. Przyjaciele nie chcą mieszkać w betonowej metropolii. Przelatujące łabędzie zabierają ich więc daleko, na łąkę.                                                        |
| 27 | 1984          | Krecik we śnie               | Krtek ve snu                  | Półgodzinny odcinek opowiada o tym, jak pewien pan usnął i przyśniła mu się katastrofa energetyczna. W jego śnie nie było prądu, a na stacji benzynowej nie było paliwa. Krecik pomógł temu Panu rozpalić ogień, gdyż nastała zima, a ogrzewanie domu również nie działało. Radość z przebudzenia ze złego snu zepsuł fakt, że w świecie rzeczywistym też zabrakło paliwa na stacji. W tym odcinku pan w kilku scenach występuje nago.                                       |
| 28 | 1987          | Krecik lekarzem              | Krtek a medicína              | Odcinek trwający pół godziny. Przyjaciółka Krecika – Myszka jest chora. Może ją leczyć tylko kwiat o nazwie Matricaria chamomilla. Krecik szuka go bez powodzenia po całym świecie. Gdy po powrocie z płaczem opowiada Sowie, że nie znalazł kwiatu, dowiaduje się, że ten kwiat to zwykły rumianek pospolity, który rośnie przy jego kopczyku. Uszczęśliwiony Krecik sporządził napar i uleczył chorą Myszkę.                                                               |
| 29 | 1988          | Krecik gwiazdą filmową       | Krtek filmová hvězda          | Odcinek trwający pół godziny. Krecik dostaje list od telewizji z zaproszeniem do wystąpienia w filmie. Po projekcji w kinie Krecik rozdaje autografy i pozuje do zdjęć. Gdy zmęczony popularnością usypia, śni mu się, że znów jest na łące z przyjaciółmi. Już na jawie, powraca helikopterem na łąkę. Ledwie przywitał się z przyjaciółmi (Jeżem, Myszką, Zającem i Żabą) przychodzi listonosz. Tym razem jednak Krecik nawet nie otwiera listu, tylko robi z niego łódkę. |
| 30 | 1992          | Krecik i orzeł               | Krtek a orel                  | Odcinek trwający pół godziny. W czasie powodzi Krecik znajduje gniazdo z małym ptakiem w środku. Wykarmione przez Krecika pisklę wyrasta na dorosłego orła. Podczas polowania orzeł zostaje postrzelony. Gdy wychodzi ze szpitala, udaje się z Krecikiem na wycieczkę. Przywozi Krecikowi skrzydła. Pod koniec filmu orzeł poznaje orlicę, a niebawem z jaj wykluwają się trzy orzełki.                                                                                      |
| 31 | 1994          | Krecik i zegar               | Krtek a hodiny                | Odcinek trwający pół godziny. Krecik i jego przyjaciele znajdują zegar, który wypadł z ciężarówki. Zegar zorganizował życie mieszkańców lasu, ale nie wszystkim się to podoba. Najbardziej denerwują się sowa i sowiątka. Po kilku dniach sowa wynosi budzik do miasta na dach bloku. Potem z ciężarówki wypada klatka z łabędziami. Krecik uwalnia je. W nagrodę ptaki przewożą mieszkańców lasu po wodzie.                                                                 |
| 32 | 1995          | Krecik i kaczuszki           | Krtek a kachničky             | Opowiada o tym, jak Krecik obserwował kaczki wysiadujące jajka. Na kaczki zaczaił się lis. Na szczęście Krecik obronił kaczątka przed lisem. |
| 33 | 1995          | Krecik i przyjaciele         | Krtek a kamarádi              | |
| 34 | 1995          | Krecik i urodziny            | Krtek a oslava                | |
| 35 | 1995          | Krecik i robot               | Krtek a robot                 | Krecik znajduje robota sterowanego głosem. Gdy krecik śpi, kot kradnie mu go, by kraść kurom jajka. Krecikowi udaje się go odzyskać. |
| 36 | 1995          | Krecik i węgiel              | Krtek a uhlí                  | |
| 37 | 1995          | Weekend Krecika              | Krtek a weekend               | |
| 38 | 1997          | Krecik i grzyby              | Krtek a houby                 | |
| 39 | 1997          | Krecik i narodziny           | Krtek a maminka               | Krecik pomaga Zajączkowi zdobyć serce wybranki, a następnie bierze udział w akcji porodowej Pani zajączkowej. |
| 40 | 1997          | Krecik i podziemna kolejka   | Krtek a metro                 | |
| 41 | 1997          | Krecik i myszka              | Krtek a myška                 | |
| 42 | 1997          | Krecik i bałwanek            | Krtek a sněhulák              | |
| 43 | 1997          | Krecik i zajączek            | Krtek a zajíček               | |
| 44 | 1998          | Krecik i balonik             | Krtek a balonek               | |
| 45 | 1998          | Krecik w telewizji           | Krtek a televize              | |
| 46 | 1999          | Krecik i źródełko            | Krtek a pramen                | |
| 47 | 1999          | Krecik i chorągiewka         | Krtek a šťoura                | |
| 48 | 1999          | Krecik i flet                | Krtek a flétna                | |
| 49 | 2000          | Jak Krecik uratował jaskółkę | Krtek a vlaštovka             | |
| 50 | 2000          | Krecik i rybka               | Krtek a rybka                 | |
| 51 | 2002          | Krecik i żabka               | Krtek a žabka                 | Krecik wybiera się wraz z Myszką na wycieczkę samochodem. Po drodze zderzają się z bawiącą się Żabką. Krecik w wypadku traci przytomność, karetka zabiera go do szpitala. Po powrocie Myszka i Żabka opiekują się schorowanym Krecikiem. Krecik dochodzi do zdrowia i zabiera przyjaciółki na dyskotekę. |